# Sielgraben (Thyra)
Der Sielgraben, auch Nebenhelme genannt, ist ein gut 4 km langer, rechter Zufluss der Thyra im Landkreis Nordhausen in Thüringen und im Landkreis Mansfeld-Südharz in Sachsen-Anhalt. Er ist die Umflut der Talsperre Kelbra.

## Verlauf
Der Sielgraben zweigt der Helme am Görsbacher Ortsteil Aumühle ab und hat somit keine natürliche Quelle. Der Durchfluss des nach Osten (durch die Goldene Aue) fließenden Gewässers wird durch ein Wehr reguliert. Er mündet südlich von Berga in den Helme-Zufluss Thyra.